# Blau & Pink
Blau & Pink ist ein Rap-Song der deutschen Formation Dat Adam. Der Titel wurde am 5. Juni 2016 unter ihrem Label Hydra Music veröffentlicht. Er erschien auf keinem Album, sondern wurde lediglich als Single veröffentlicht.

## Inhalt
Der langsame Cloud-Rap-Song beschreibt einen kiffenden Rapper, der am Meer entspannt, und eigentlich „für immer hier bleiben“ möchte. Der weite Horizont schimmert in den Farben Blau und Pink.

## Hintergrund
Der Song ist während eines Urlaubs in Santorin in Griechenland entstanden. Sie wollten die stressfreie Stimmung, welche sie auf der Insel hatten, mit dem Song festhalten.

## Chartplatzierungen
In den deutschen Singlecharts platzierte sich der Song auf Rang 94 und verblieb eine Woche in den Charts. Für die Formation ist das die fünfte Single in den Charts in Deutschland. In Österreich konnte sich der Song auf Rang 39 platzieren und verblieb wie in Deutschland auch eine Woche in den Charts. In Österreich ist es jedoch schon der siebte Charterfolg in den dortigen Singlecharts.
| ChartsChartplatzierungen | Höchstplatzierung | Wochen |
| ------------------------ | ----------------- | ------ |
| Deutschland (GfK)        | 94 (1 Wo.)        | 1      |
| Österreich (Ö3)          | 39 (1 Wo.)        | 1      |